# Franziska Giffey
Franziska Giffey (Frankfurt (Oder), 1978. május 3.) német szociáldemokrata politikus, 2021 óta Berlin polgármestere, 2018 és 2021 között Németország családügy minisztere.

## Életpályája
1997-ben érettségi után Giffey a berlini Humboldt Egyetemen angol és francia nyelvű tanárképzést kezdett.   1998-ban orvosi tanácsra megszüntette tanulmányait.
1998-tól 2001-ig Giffey közigazgatási jogot tanult egy berlini főiskolán. 
2000-ben néhány hónapig a londoni körzet Lewisham polgármesteri hivatalában dolgozott.
2002 és 2010 között a Neukölln kerületének európai biztosa, majd 2015-ig az oktatási, iskolai, kulturális és sportügyi tanácsos (Bezirksstadträtin für Bildung, Schule, Kultur und Sport) volt. Ezt követően 2018-ig  a kerület polgármestere, majd március 14-től családügyi miniszter.
2008-ban férjhez ment Karsten Giffeyhez, egy fia (* 2009) van.
2021. május 19-én kérte miniszteri felmentését, mivel doktorijával kapcsolatban súlyos plágiumvádak merültek fel.